# Dynomutt, Dog Wonder
Dynomutt, Dog Wonder – amerykański serial animowany wyprodukowany w latach 1976–1977 przez studio Hanna-Barbera.
Emitowany był przez ABC od 11 września 1976 roku do 22 października 1977 roku w sobotnich porankach. W Polsce serial do tej pory nie był emitowany.
Bohaterowie serialu wystąpili w odcinku Serce zła serialu Scooby Doo i Brygada Detektywów. 

## Opis fabuły
Serial opowiada o przygodach dwóch superbohaterów – Błękitnego Sokoła (ang. Blue Falcon) i jego pomocnika Dynomutta, zrobotyzowanego psa, który potrafi zamienić swój nos w świder oraz jeździć na wrotkach. Razem chronią miasto przed niebezpieczeństwem.

## Obsada
- Frank Welker – Dynomutt
- Gary Owens – Radley Crowne/Błękitny Sokół
- Larry McCormick – Burmistrz Gaunt
- Ron Feinberg – Narrator

## Spis odcinków
| N/o            | Polski tytuł         | Angielski tytuł                         |
| -------------- | -------------------- | --------------------------------------- |
|                |                      |                                         |
| SERIA PIERWSZA |                      |                                         |
|                |                      |                                         |
| 001            | Każdy jesy Hyde' m   | Everyone Hyde!                          |
|                |                      |                                         |
| 002            | Co teraz, Lowbrow    | What Now, Lowbrow?                      |
|                |                      |                                         |
| 003            |                      | The Great Brain... Train Robbery        |
|                |                      |                                         |
| 004            |                      | The Day and Night Crawler               |
|                |                      |                                         |
| 005            |                      | The Harbor Robber                       |
|                |                      |                                         |
| 006            |                      | Sinister Symphony                       |
|                |                      |                                         |
| 007            |                      | Don't Bug Superthug                     |
|                |                      |                                         |
| 008            |                      | Factory Recall                          |
|                |                      |                                         |
| 009            |                      | The Queen Hornet                        |
|                |                      |                                         |
| 010            | Czarnoksiężnik z Ozz | The Wizard of Ooze                      |
|                |                      |                                         |
| 011            | Tin Kong             | Tin Kong                                |
|                |                      |                                         |
| 012            |                      | The Awful Ordeal With The Head Of Steel |
|                |                      |                                         |
| 013            |                      | The Blue Falcon vs. The Red Vulture     |
|                |                      |                                         |
| 014            |                      | The Injustice League Of America         |
|                |                      |                                         |
| 015            |                      | Lighter Than Air Raid                   |
|                |                      |                                         |
| 016            |                      | The Prophet Profits                     |
|                |                      |                                         |
| SERIA DRUGA    |                      |                                         |
|                |                      |                                         |
| 017            |                      | Beastwoman                              |
|                |                      |                                         |
| 018            |                      | The Glob                                |
|                |                      |                                         |
| 019            |                      | Madame Ape Face                         |
|                |                      |                                         |
| 020            |                      | Shadowman                               |
|                |                      |                                         |